# Adderall

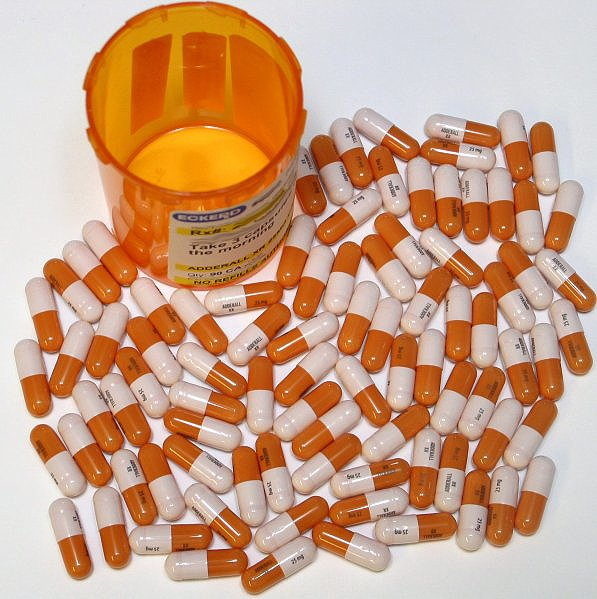
Tobolky adderallu

Adderall (dříve obetrol) je amfetamin a psychostimulant používaný ke zvýšení mentální bdělosti a aktivity. Používá se k léčbě hyperkinetické poruchy (ADHD) a v menší míře k potlačení narkolepsie. Adderall zvyšuje tvorbu dopaminu, neurotransmiteru s velkým významem pro chování. Pod názvem obetrol byl zpočátku předepisován i jako lék na hubnutí, neboť potlačuje chuť k jídlu. Dnes se k těmto účelům nepředepisuje, nicméně je někdy zneužívána studenty jako droga zvyšující pozornost a omezující únavu. Vedlejší účinky mohou zahrnovat nejen bolest břicha, nepravidelný puls a chronickou nespavost. Snadno se vypěstuje psychická závislost.
V důsledku dochází u pacientů s ADHD ke zvýšení schopnosti soustředit se. Chemicky se jedná o směs čtyř amfetaminových a dextroamfetaminových solí:
- amfetamin aspartát monohydrát
- amfetamin sulfát
- dextroamfetamin sulfát
- dextroamfetamin sacharát

v hmotnostím poměru 1:1:1:1. Obvykle se podává formou tablet či tobolek.